# 내 목숨 다하도록
"내 목숨 다하도록"은 1968년 공개된 대한민국의 영화이다.

## 배역
- 신성일
- 문희
- 김정훈
- 김승호
- 박병호
- 김순철
- 이예춘
- 김희갑